# Mantequería

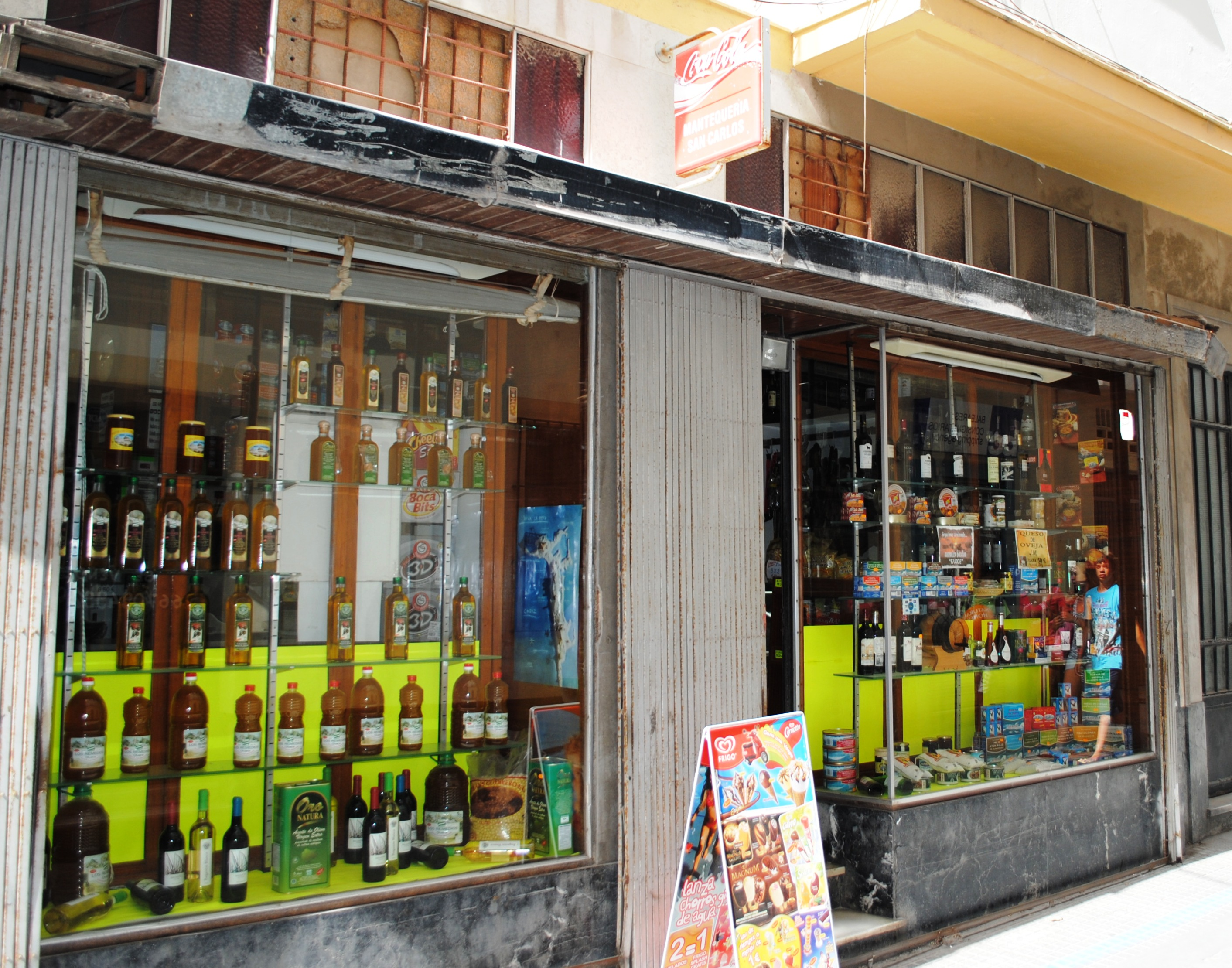
Escaparate de una mantequería en Cádiz.

Una mantequería es una tienda especializada en la venta de productos lácteos (leche, mantequilla, queso, etc.) y productos perecederos (por ejemplo, huevos). Con el tiempo ha venido incluyendo en la oferta productos basados en embutidos. 
La evolución de estas tiendas a lo largo de la historia las ha ido convirtiendo poco a poco en establecimientos especializados que destacan por la calidad de los productos ofrecidos. Hoy en día es considerada un tipo de tienda que vende productos tradicionales. Actualmente existen más de 30 establecimientos destinados a la venta de delicatessen registrados con el nombre de Mantequería.

## Características

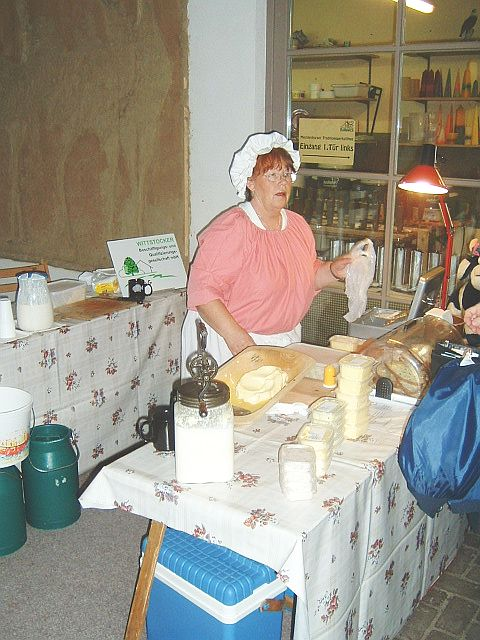
Mujer recreando una escena típica de venta de mantequilla

Entre los productos que se pueden encontrar en una mantequería se encuentran las conservas de alta calidad, Pan artesanal, Aceite de Oliva Virgen Extra de productores nacionales o internacionales, Queso manchego, Jamón Ibérico de Bellota, Embutidos, Caviar, Dulces, Destilados, Vino, Trufa, Café y té, Especies como Azafrán, Frutos secos entre otros
Las Mantequerías solían tener una sala de ventas bastante inferior en tamaño a la zona de almacén. Entonces la recepción de mercancía era mucho más dificultosa, y en el gran almacén tras esa sala de ventas se conservaban legumbres para todo el año, el odre de aceite de oliva que se servía a granel y latas de conservas para que no faltara el abastecimiento. La parte de atención al público contaba con un gran mostrador de madera con adornos y una gran plancha de mármol sobre la que se atendía a los clientes. Era habitual encontrar ornamentos como molduras en paredes y techo y estanterías de altura infinita en la que se almacenaba el máximo de producto. Cajones grandes para servir café, frascos carameleros de porcelana o cristal para los dulces, grandes sacos de legumbres y una rudimentaria caja registradora. Naturalmente, las balanzas romanas, molinos para el café, guillotinas para cortar el bacalao en salazón. Muchas guardan estos antiguos elementos a los que se suman algunos más modernos como máquinas para lonchar el pan, otra de envasado al vacío y cajas registradoras modernas.

## Historia
Originalmente, el término mantequería se refería a un concepto similar al de colmado, tienda de abarrotes o ultramarinos, Ya no es fácil encontrar una antigua mantequería con un concepto similar al de un ultramarino o un colmado. El significado del nombre con el que se llama a estas tiendas de alimentación es algo confuso, pero tiene su explicación en el origen de las mismas.
Los antecedentes de la palabra Mantequería se remontan a la última mitad del siglo XIX, cuando en pleno proceso de industrialización, surgen empresas familiares que ofrecen los productos de sus tiendas a los clientes más cercanos y directos. Así, entre las grandes pioneras, y hoy súper empresa española, se encuentra "La Mantequera", fundada por la familia Arias en 1848. Después pasó a llamarse Mantequería Arias.
Con Europa sumida en la Primera Guerra Mundial, las ciudades españolas viven sin embargo la expansión del comercio y una mejora del consumo detallista, que incluye una nueva fase empresarial de las mantequerías, que se expanden por España. En 1916 la familia Arias inicia su expansión, y en las dos siguientes décadas se generaliza la apertura de estos comercios que ya, sin embargo, llenan sus estanterías con más productos de alimentación para satisfacer la demanda del vecindario. Con localizaciones estratégicas en los barrios de más poder adquisitivo de las grandes ciudades, aparece en 1920 Mantequerías Leonesas, un clásico de la capital que continuó su actividad económica hasta casi el final del siglo XX siendo siempre ejemplo de la selección de sus productos y una cuidada imagen de su tienda en la calle Alcalá.  Dulces, licores, vinos, jamón, embutidos llenaban su espacio.
En esta expansión de las tiendas de alimentación que acercaban productos de primera necesidad a las familias del barrio apareció un buen número de mantequerías en el Barrio de Salamanca en Madrid, como Mantequería Olmedo en 1901 fundada por Patricio Olmedo. En 1931 Mantequerías Bravo por Cruz Bravo en la calla Ayala 24 y aún activa gracias a la dirección de la tercera generación de la familia. Las que se encontraban en este barrio de Madrid con más elevado poder adquisitivo, como Bravo y Olmedo, comenzaron a introducir los pocos productos de lujo españoles o franceses que llegaban a la capital. Sin embargo la presión de la guerra civil española entre 1936 y 1939 afectó al comercio de todas las ciudades que, durante el conflicto, vendieron cualquier cosa que llegara a sus estantes y pudiera ser útil para las familias que sufrían las carestías provocadas por el conflicto. Muchas de ellas no pudieron superar el largo periodo bélico y se vieron obligadas a echar el cierre. Otras continuaron la tendencia a llenar cada estante de productos no necesariamente tan perecederos.

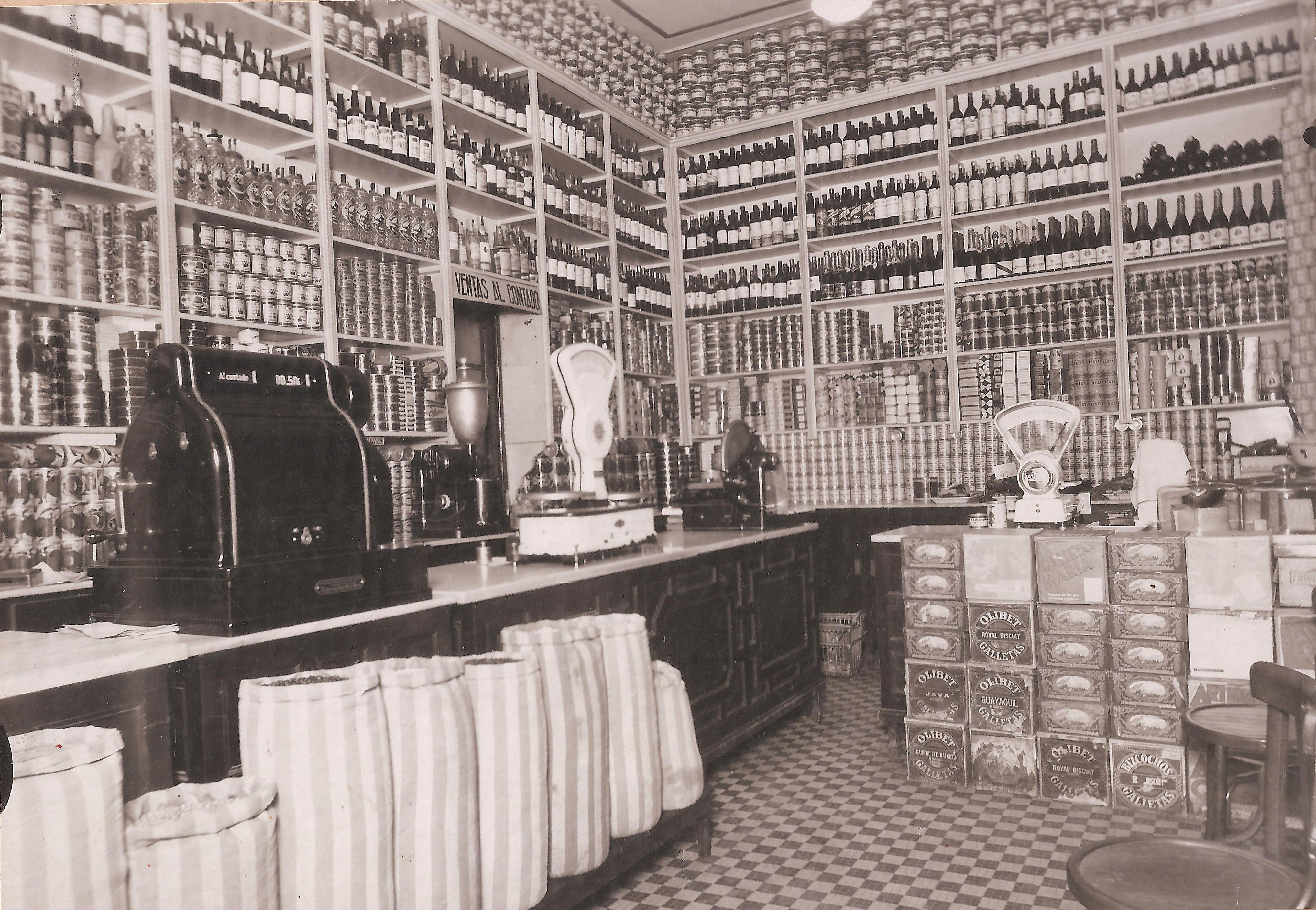
Mostrador de Mantequerías Bravo en los años 90

Algunas de esas tiendas mantuvieron su nombre como Mantequería; otras derivaron a tiendas de Ultramarinos, este nuevo nombre procede de la palabra Ultramar, porque comenzaron a vender productos elaborados que llegaban históricamente del otro lado del océano, como el chocolate, las especias, el café o los tés.
Con los años aparecen nuevas tiendas de alimentación como Mantequería Alemana en 1952 mostrando la posibilidad de recibir más productos de importación. Tres años más tarde Mantequerías York a manos de Victorino Martínez, en la que la gran estrella era la mantequilla de Soria, hoy todavía reconocida por su calidad. En 1972 Mantequería Andrés que ha ido a evolucionando desde sus inicios que datan de 1870 como una tienda de ultramarinos hasta convertirse en la actualidad en un espacio lleno de productos gourmet. A la lista se fueron sumando muchos otros establecimientos que dotaron al concepto de mantequería un aire renovado y moderno. 
Ya a comienzos de siglo algunas mantequerías supieron surtirse de productos de alimentación diferentes que dieron alas a los primeros gourmands y sibaritas gastronómicos del país. Hoy son auténticos museos  de la gastronomía clásica y de la más actual, en el que las obras de arte se comen y se pueden comprar. Son negocios pensados para poder interactuar con los clientes, con espacios amplios que no han perdido la esencia de unir miles de productos en estanterías tan repletas como ordenadas.  La atención refinada y cortés, paciente y sin prisa con la que se atendía a principios del siglo XX sigue siendo la tónica general de estas tiendas, que siguen siendo lugares de reunión en los que siempre se aprende algo nuevo.